# 아르곤

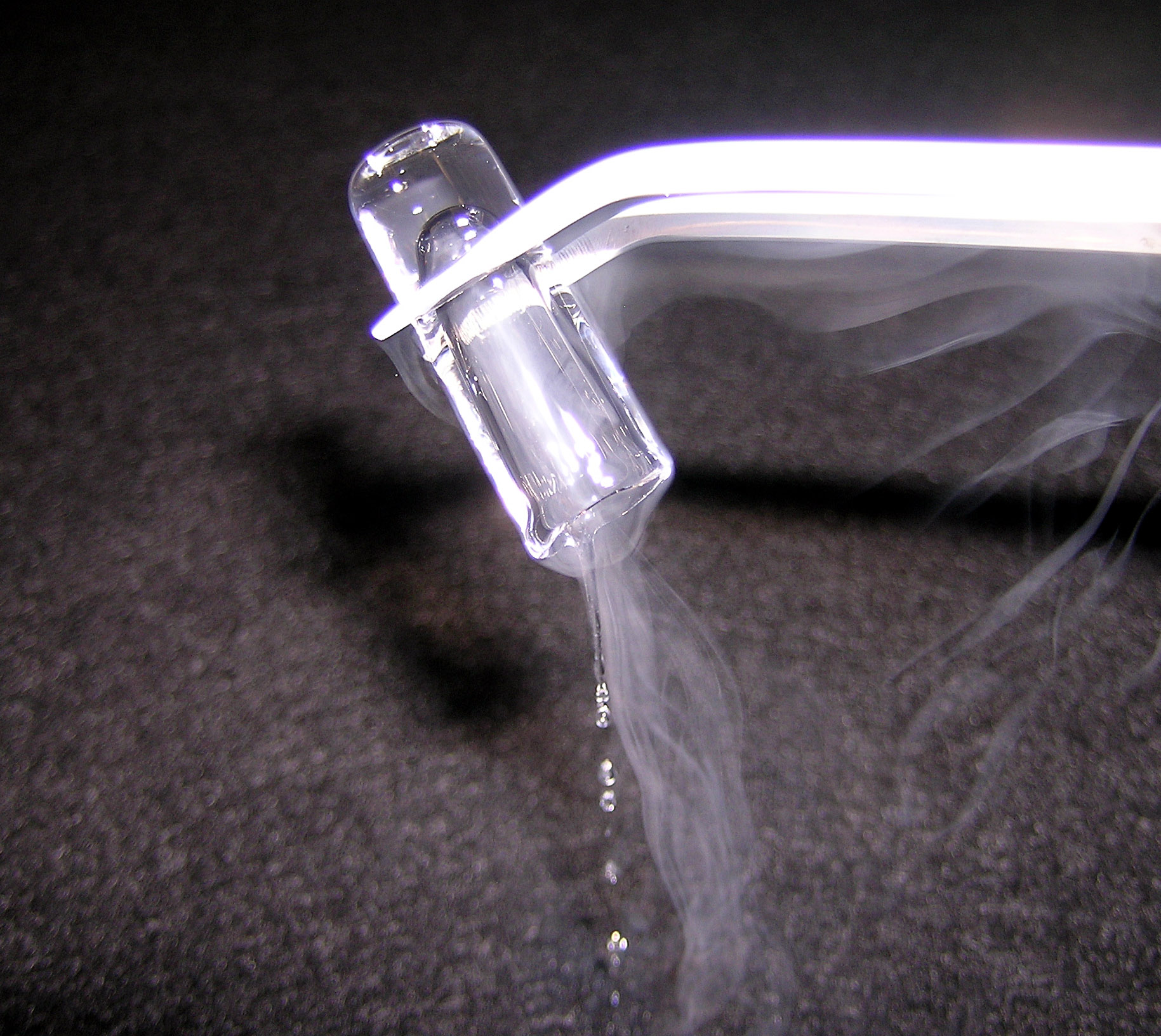

아르곤(←독일어: Argon 아르곤[*], 영어: Argon 아곤[*])은 주기율표의 화학 원소로 기호는 Ar(←라틴어: Argon 아르곤[*])이고 원자 번호는 18이다. 18족에 속하는 비활성 기체로 지구 대기의 약 0.934%를 차지하며, 비활성 기체 중 지구에서 가장 흔하다. 1894년 영국의 레일리에 의해 발견되었다. 상온에서는 무색, 무취의 기체이다.

## 특성
아르곤은 고체, 액체, 기체 상태 모두 무색, 무취인 불연성의 기체이다. 물에 대한 용해도는 산소와 비슷하며, 질소보다는 약 2.5배가량 더 용해된다. 대부분의 경우 화학적으로 매우 안정하여 화합물을 형성하지 않는다. 그러나 극저온에서는 일부 아르곤 화합물이 관찰된 적이 있다. 2000년 핀란드 헬싱키 대학에서 발견된 아르곤 플루오로하이드라이드(HArF)가 대표적이다. 또한 반응성이 큰 플루오린과 염소와도 결합을 잘 하지 못한다고 알려져 있었으나, 물 분자들 사이에 들어가 결합할 수 있다는 사실이 알려졌다.

## 역사
아르곤은 그리스어로 '비활성'을 뜻하는 αργον에서 이름이 붙여졌다. 1785년 헨리 캐번디시는 공기 중에 전류를 흘려 질산을 생성시키는 실험을 하였는데, 이 과정에서 소량의 기체가 반응하지 않고 남아있는 것을 관찰했다. 1882년 두 과학자가 독자적으로 공기 중에 포함된 원소의 스펙트럼을 분석하던 중 새로운 선 스펙트럼이 존재한다는 사실을 발견하였으나, 어떤 원소에 의한 것인지는 설명하지 못했다. 이후 1894년 레일리와 윌리엄 램지는 순수한 질소 기체와 공기 중의 질소 기체 사이에 약 0.5% 정도의 질량 차이가 존재한다는 사실을 발견하고 다른 원소가 섞여있을 것이라고 예측했다. 그들은 런던대학교 UCL에서 불순물을 제거한 공기를 액화시킨 후 이를 분별 증류하여 아르곤을 순수한 상태로 분리하였다.
1957년까지는 원소 기호가 A였으나 이후 Ar로 바뀌어 지금에 이르고 있다.

## 존재
아르곤은 대기 중에 부피 비율로는 약 0.934%, 질량 비율로 약 1.288%가 포함되어 있다. 지각 속에는 1.2ppm, 해수 속에는 0.45ppm 정도 포함되어 있다.

## 동위 원소
지구상에 존재하는 아르곤의 대부분은 아르곤-40(존재 비율 99.6%)이며, 이외에 아르곤-36, 아르곤-38 등이 미량 존재한다. 자연 상태에서는 칼륨-40이 베타 붕괴하면서 약 11.2%가 아르곤-40으로 변하는 과정이 일어난다. 이러한 성질을 이용한 칼륨-아르곤 연대 측정법은 암석의 연대를 측정하는데 사용된다.
또, 아르곤은 태양계 내에서도 행성에 따라 동위 원소의 존재 비율이 다르다. 이는 지구형 행성의 경우에는 암석 속의 칼륨-40이 베타 붕괴하여 생성된 아르곤-40이 대부분인 반면, 목성형 행성에서는 항성의 핵융합으로 생성된 아르곤-36이 대부분이기 때문이다.

### 아르곤-아르곤 연대 측정
아르곤-아르곤 연대 측정 또는 40Ar/39Ar 연대측정은 아르곤 동위원소를 이용하여 암석의 연대를 측정하는 방법으로 기존에 이용되었던 칼륨-아르곤 연대 측정법이 가지고 있는 여러 가지 약점들을 보완할 수 있으며 시료의 불균질성 문제를 해결할 수 있고 과잉 또는 손실 Ar에 관한 정보를 제공해 줄 수 있는 등 K-Ar 연대측정에 비해 많은 장점을 지니고 있다.

## 공업적 제조방법
초저온냉동공학을 이용한 공기분리공장에서 주로 생산된다. 공기분리공장에서는 공기 중에 존재하는 질소와 산소를 액화시켜 끓는점 차를 이용하여 분리하는데 이 중 아르곤은 산소와 끓는점이 유사하여 액체산소의 상위층에 많이 분포하게 되며, 이를 별도의 분별 증류를 이용하여 농축시킨다. 이러한 방식으로 매년 전 세계에서 70만 톤의 아르곤이 생산된다.

## 용도
고온에서 2원자 물질인 질소가 불안정한데 반하여, 1원자 물질인 아르곤은 고온에서도 안정적이다. 따라서 고온에서의 비활성 기체(inert gas)가 요구되는 곳에 많이 사용한다. 철강 제조시 고급제련강을 제조하는 경우에 주로 쓰이며, 그 외에도 TIG용접, MIG용접시에도 불활성가스로 사용된다. (가운데 I는 Inert를 의미함.) 또한 네온과 함께 PDP (플라즈마 액정 표시장치)의 내부에 플라즈마 형성을 위해 사용되고, 백열등 내부에서 텅스텐 필라멘트가 산화되지 않도록 하기 위한 충전가스로도 사용된다. 한편 최근 반도체, LCD 제조의 90nm 이하의 공정에서 ArF(플로오르화 아르곤) 포토레지스트(photoresist) 및 광원 제조에 사용되기도 한다.
청록색의 아르곤 레이저는 종양 제거 등의 목적으로 이용되며, 잠수부들이 사용하는 산소통의 혼합기체로 사용되기도 한다. 반감기가 269년인 아르곤-39는 빙하나 지하수의 연대를 측정하는데 사용되기도 한다.

## 제조회사 및 시장상황
고압가스 및 특수고압가스를 제조, 공급하고 있는 에어프로덕츠코리아, 에어코리아, 대성산업가스, BOC 코리아, 프락스에어 코리아 등에서 주로 제조된다. 최근 수요처에 직접 공장을 설립하여 파이프라인을 통해 공급하는 온사이트 방식이 활성화되는 추세이다.

## 위험성
아르곤 자체의 독성은 없지만, 공기보다 무겁고 바닥에 가라앉는 특성이 있기 때문에 밀폐된 공간에서 아르곤 누출 시 산소 결핍으로 인한 질식을 유발할 수 있다.

## 같이 보기
- 산업 가스